# Astrid Holleeder
Astrid Holleeder (Amsterdam, 4 december 1965) is een Nederlandse advocaat en auteur. Ze is een zus van crimineel Willem Holleeder en was samen met haar oudere zus en een ex-vriendin van Willem getuige tegen haar broer in het Vandrosproces. In 2016 publiceerde ze het boek Judas, over de relatie met haar broer Willem, zijn dominantie over hun familie en de invloed van zijn leven in het criminele circuit op zijn directe omgeving.

## Biografie

### Jeugd en carrière
Astrid Holleeder werd geboren als vierde en jongste kind in het Amsterdamse gezin Holleeder. Haar broer Willem is de oudste. Daarnaast heeft zij een zus Sonja, die meer dan twintig jaar getrouwd was met Cor van Hout, en nog een broer. Ze groeiden op in de Eerste Egelantiersdwarsstraat in De Jordaan. Haar vader werkte bij Heineken, was een zware drinker en mishandelde zijn vrouw en kinderen. Na de basisschool ging Holleeder naar het vwo. Toen ze vijftien jaar oud was, verliet haar moeder definitief haar man en nam de kinderen mee. In 1983 werd Holleeder voor het eerst geconfronteerd met het criminele circuit, toen haar broer Willem betrokken bleek te zijn bij de ontvoering van Freddy Heineken. Zij werd, evenals de overige gezinsleden, gearresteerd en verhoord vanwege mogelijke betrokkenheid bij de ontvoering. Ze besloot na haar middelbareschooltijd rechten te gaan studeren aan de Universiteit van Amsterdam. Ze merkte echter dat haar familieachtergrond tegen haar gebruikt werd, waarna ze haar studie vervolgde aan de Universiteit van Cambridge in Engeland. Holleeder kreeg een relatie met een Amsterdamse galeriehouder met wie zij in 1985 een dochter kreeg, de latere presentatrice en actrice Miljuschka Witzenhausen.
Astrid Holleeder studeerde in 1995 af. Het bleek, vanwege haar familieachtergrond, voor haar lastig om in de advocatuur carrière te maken. Zij werd onder andere tegengewerkt door de toenmalige officier van justitie Fred Teeven. Haar broer Willem regelde hierop dat zijn raadsman Bram Moszkowicz haar patroon werd. Ze specialiseerde zich in het strafrecht en merkte dat bij bepaalde criminelen haar naam in haar voordeel werkte, doordat zij bekend waren en vertrouwen hadden in de familie. Ze bleef, ondanks haar beroep, tevens de vertrouwenspersoon van Willem, die haar belde of langskwam als hij doordraaide, in de problemen kwam of ergens hulp bij nodig had. Hij bedreigde en mishandelde haar ook regelmatig.

### Getuige in het Passageproces
In maart 2015 maakte het Openbaar Ministerie bekend dat Astrid Holleeder, samen met haar zus Sonja en een ex-vriendin van Willem (tevens de weduwe van zijn voormalig compagnon Sam Klepper), een belastende verklaring had afgelegd tegen haar broer in het Passageproces, waarin Willem Holleeder formeel geen verdachte was. Zij beschuldigden hem onder andere van de moorden op Klepper in 2000, zijn zwager Cor van Hout en botenhandelaar Robert ter Haak in 2003, vastgoedhandelaar Willem Endstra in 2004, crimineel John Mieremet en hasjhandelaar Kees Houtman in 2005 en café-eigenaar Thomas van der Bijl in 2006. Astrid Holleeder had diverse vertrouwelijke gesprekken met hem opgenomen, waarin hij bekentenissen deed over de beschuldigingen.
In november 2015 legde zij een verklaring tegen haar broer af in de rechtbank. Enkele maanden later bracht het Openbaar Ministerie naar buiten dat Willem plannen had beraamd om Astrid, haar zus Sonja, zijn ex-vriendin en misdaadjournalist Peter R. de Vries te laten liquideren.

## Boeken

### Judas
In november 2016 verscheen het egodocument Judas. Zij had er enkele jaren aan gewerkt. In dit boek beschrijft ze haar familieomstandigheden, in detail komt haar jeugd in het gezin naar voren. Verder gaat het over de relatie met haar broer Willem, de overwegingen om tegen hem te getuigen en hoe zij bewijs tegen hem verzamelde door het maken van geluidsopnamen. Ook geeft ze aan hoe het contact verliep met Peter R. de Vries en hoe diens aangifte tegen haar broer vanwege bedreiging ervoor zorgde dat deze langdurig werd opgesloten.
Het boek werd om veiligheidsredenen in het buitenland gedrukt en zonder titel of auteur aan boekwinkels aangeboden. In de interviews naar aanleiding van het verschijnen van het boek, gaf Astrid Holleeder aan ondergedoken te zijn en te vrezen voor haar leven. Ze zag het boek zelf vooral als een testament voor haar dochter. De titel van het boek is een verwijzing naar de Bijbelse figuur Judas, die Christus verraadde en verwijst naar het verraad dat zowel Willem Holleeder pleegde met de liquidaties van degenen die golden als zijn beste vrienden, alsook naar het verraad dat Astrid zelf pleegde ten aanzien van haar broer door tegen hem te getuigen. De 80.000 exemplaren van de eerste druk van het boek waren na de eerste verkoopdag alle verkocht. Het boek werd het best verkochte boek in Nederland van het jaar 2016.
De bestseller verscheen in 2018 in onder andere de Verenigde Staten, Frankrijk, Zweden, Denemarken, Polen, Rusland, Spanje, Italië, Canada, Afrika, Australië, Nieuw-Zeeland, Europa, India, Ierland, Midden-Oosten en Verenigd Koninkrijk.
Het boek werd in 2018 omgezet in een theatervoorstelling die van 31 augustus 2018 tot heden loopt. Daarnaast werden de filmrechten aan internationale productiehuizen Atlas Entertainment en Amblin Television verkocht.
In Nederland werden de filmrechten aan RTL Nederland verkocht die het boek in 2019 verfilmde tot een zesdelige televisieserie. Deze verscheen ook onder de naam Judas en wordt uitgezonden door RTL 4 en Videoland.

### Dagboek van een getuige
In oktober 2017 verscheen een tweede boek door Holleeder, genaamd Dagboek van een getuige. In dit boek beschrijft zij de negatieve ervaringen die ze als getuige had met justitie.

### Familiegeheimen
In juli 2019 verscheen het derde boek van Holleeder onder de naam Familiegeheimen.

### Wie praat, die gaat
In november 2024 verscheen het vierde boek van Holleeder onder de naam Wie praat, die gaat. Astrid beschrijft in dit boek over haar dagelijkse routines, constante alertheid, de zorgen om haar dierbaren en de bescherming vanuit de overheid om haar normale leven te leiden dat voor haar een onbereikbare droom lijkt.

## Bestseller 60
| Boeken met noteringen in de Nederlandse Bestseller 60 | Jaar van verschijnen | Datum van binnenkomst | Hoogste positie | Aantal weken | Opmerkingen |
| ----------------------------------------------------- | -------------------- | --------------------- | --------------- | ------------ | ----------- |
| Judas                                                 | 2016                 | 09-11-2016            | 1(10wk)         | 81           |             |
| Dagboek van een getuige                               | 2017                 | 01-11-2017            | 1(1wk)          | 30           |             |
| Familiegeheimen                                       | 2019                 | 10-07-2019            | 1(2wk)          | 12           |             |
| Wie praat, die gaat                                   | 2024                 | 27-11-2024            | 1(3wk)          | 16           |             |

- Bibliothèque nationale de France: cb177384945 (data)
- Catàleg d'autoritats de noms i títols de Catalunya: 981058611128806706
- CiNii: DA19869370
- Gemeinsame Normdatei: 1155555457
- International Standard Name Identifier: 0000 0004 5947 7911
- Library of Congress Control Number: no2018129258
- Bibliotheek van het Japanse parlement: 031480820
- Nationale Bibliotheek van Tsjechië: xx0230203
- Nederlandse Thesaurus van Auteursnamen: 407735429
- Système universitaire de documentation: 228293928
- Virtual International Authority File: 67148036086187972519
- WorldCat: E39PBJyxf37h3V8TV4txfykbh3